# 加布里埃拉·格里洛
加布里埃拉·格里洛（德語：Gabriela Grillo，1952年8月19日—2024年2月25日），德国女子马术运动员。她曾代表西德参加1976年夏季奥林匹克运动会马术比赛，获得团体盛装舞步赛金牌和个人盛装舞步赛第四名。